# 藤井平五郎

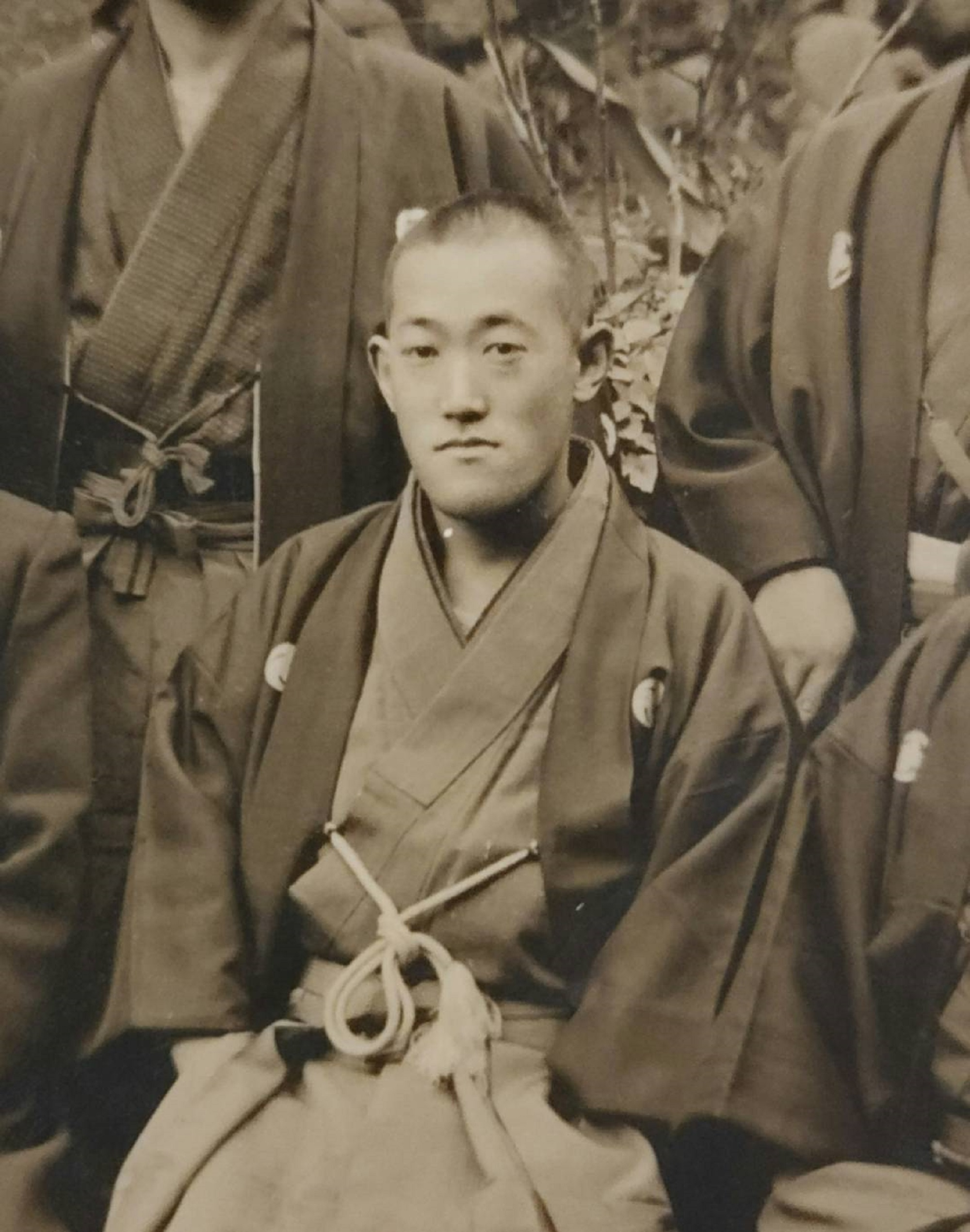
12代藤屋当主 藤井平五郎（1874-1925）

12代当主 藤井平五郎（幸蔵・1874年 - 1925年） は、藤屋の12代当主。初名を幸蔵、後に襲名し平五郎と名乗り、経済や建築に明るかったという。病がちであった先代・儀一郎を補佐し、長野駅前支店の経営など、藤屋の事業に大きく貢献した。
藤井平五郎は、善光寺保存会の会員であり、門前で旅館を営む立場から善光寺との関わりを大切にしていた。善光寺仁王門の玉垣にも300円を寄付しており、その名は仁王門脇の玉垣寄附人名に刻まれている。

## 藤屋の再建
1923年（大正12年）、中央通り拡幅工事をきっかけに藤屋の建て替えを決意。福井県武生の宮大工師田組の2代目師田庄左衛門へ工事を依頼。先進的な感性と師田庄左衛門の確かな建築技術を活かし、藤屋を大正ロマンティシズム薫る和魂洋才の館へ生まれ変わらせた。1925年（大正14年）、藤屋の完成を見届けたわずか半年後に病で没す（享年51）。  

## 人物
その生き様は「君性沈重、動かざること山の如く、一旦事に従ふや其疾きこと風の如し、能く機を知る者といふべし」と称賛された。書画や篆刻、漢詩にも造詣が深く、翠峯居士、三山樵夫、畊象、並梧楼主人など多くの号を持つ。